# Lepturges festivus
Lepturges festivus är en skalbaggsart som beskrevs av Bates 1872. Lepturges festivus ingår i släktet Lepturges och familjen långhorningar.
Artens utbredningsområde är:
- Costa Rica.
- Nicaragua.
- Panama.

Inga underarter finns listade i Catalogue of Life.